# Sjeverna Koreja
Sjeverna Koreja, službeno Demokratska Narodna Republika Koreja (kor. 조선민주주의인민공화국; kratice: DNRK, DNR Koreja ili Koreja, DNR), država u istočnoj Aziji. Na zapadu izlazi na Žuto more, a na istoku na Japansko more. Na jugu graniči s Južnom Korejom te na sjeveru s Kinom i Rusijom. Zauzima sjeverni dio Korejskog poluotoka.

## Zemljopis
Demokratska Narodna Republika Koreja (ili uobičajeno Sjeverna Koreja) pretežno je planinska zemlja u kojoj nizine zauzimaju tek oko petine ukupne površine. U osnovi se izdvajaju tri glavne cjeline. Najveći dio zemlje zauzima složeni planinski sustav koji čini okosnicu Korejskoga poluotoka, a sastoji se od nekoliko cjelina. Na sjeveroistoku se prostire visočje Kaema, prosječne visine malo iznad 1000 metara, s kojeg se, na kineskoj granici, uzdiže Paektu-san/Baekdusan (2744 m), najviši vrh zemlje i cijeloga Korejskoga poluotoka. To je ugasli vulkan u čijem je krateru nastalo jezero. 
Prema jugu, središnjim dijelom zemlje pruža se gorje Nangnim koje u Sjevernoj Koreji oblikuje glavnu razvodnicu Žutog i Japanskog (ili Istočnog) mora. Od njega se prema jugozapadu pružaju gorja Kangnam, južno od granice s Kinom i još južnije, paralelno s prethodnim, Myohyang. Prema jugu nastavljaju se gorja Onjin i Myorak. Od središnjega gorja prema sjeveroistoku pruža se gorje Hamgyong koje doseže visinu od 2541 metara (vrh Kwanmo), s istočne strane obrubljuje visočje Kaema i strmo se spušta priobalnoj nizini uz Japansko more. Na krajnjem jugoistoku su ogranci gorja Taebaek koje se najvećim dijelom nalazi u Južnoj Koreji. 
Nizinska područja zauzimaju maleni dio površine, ali su demografska i ekonomska žarišta zemlje. Na zapadu su uske i plodne doline koje se protežu između gorskih hrptova i spajaju u priobalnoj nizini uz Žuto more. Niske brežuljkaste zone dijele je u više prostranih ravničarskih područja. Obala je razvedena s mnogobrojnim zaljevima i otocima. Treća cjelina je nizinsko područje uz Japansko more koje je znatno uže, a brežuljkastim područjima još izrazitije razdijeljeno na više manjih nizina. Istočna obala slabije je razvedena, ima samo nekoliko većih zaljeva. 
Iako se nalazi između dvaju mora, u klimi Koreje snažno se osjećaju kontinentalni utjecaji. Oni su najuočljiviji kroz velike godišnje temperaturne amplitude koje gotovo posvuda premašuju 30 °C. Ključni utjecaj na klimu imaju monsunska strujanja. Ljeta su, zbog ljetnog monsuna koji puše s juga i jugoistoka, topla i vlažna. Srednje srpanjske temperaturom većinom su između 20 °C (u planinskom području) i 27 °C (u južnijim nizinskim područjima). 
Zimski monsun, koji puše sa sjevera i sjeverozapada donosi većinom suho i vrlo hladno vrijeme. Ipak, zbog prelaska preko Žutog mora, gdje upije nešto vlage, južnim planinskim područjima može donijeti i obilne snježne padaline. Siječanjske temperature su između -6 °C na jugu i -22 °C u planinskoj unutrašnjosti na sjeveru. Bezmrazno razdoblje ovdje traje samo 4 mjeseca. Zbog planinskih lanaca koji je štite od prodora zimskog monsuna te zbog tople Korejske morske struje, istočna obala zimi je za nekoliko stupnjeva toplija od zapadne. 
Najveći dio zemlje prima oko 1000 mm padalina, no sjeverna visočja, do kojih dopire oslabljeni ljetni monsun, primaju oko 600 mm, dok povoljno eksponirane padine planina u središnjem dijelu zemlje imaju oko 1500 mm. Povezano sa smjenom monsuna, padaline su tijekom godine raspoređene neravnomjerno, većina ih padne u toplom dijelu godine, najviše od lipnja do kolovoza, kada su moguće i poplave. 
Planinska unutrašnjost zemlje, posebice u sjevernom dijelu, pokrivena je crnogoričnim šumama u kojima prevladavaju jela, smreka i bor. Prirodnu vegetaciju zapadnog priobalja činile su miješane i listopadne šume (hrast, lipa, bukva, javor), ali zbog intenzivna krčenja radi dobivanja obradivih površina danas su svedene na nepovezane male površine, većinom u brdskim područjima. U vlažnijim i poplavnim zonama uz rijeke javljaju se vrbe i ritska vegetacija. Šumske površine zauzimaju oko 2/3 površine, ali brza deforestacija dovodi do različitih ekoloških problema (erozija, nestanak staništa za neke životinje). 
Gotovo sve velike korejske rijeke izviru u središnjem planinskom području i teku na zapad, prema Žutome moru. Jedina velika rijeka koja teče prema Japanskom moru je Tuman’gang (Duman-gang), s 521 km treća korejska rijeka. Izvire u planinskom području na sjeveru zemlje, većim dijelom teče kroz uske planinske doline i čini ist. dio granice s Kinom i granicu s Rusijom. 
Najdulja korejska rijeka je Amnok (poznatija pod kineskim nazivom Yalu Jiang), duga oko 790 km. Izvire iz jezera Ch’on u gorju Paektu/Baekdu, teče na jugozapad i ulijeva se u Korejski zaljev (Žuto more), a čini najveći dio granice Kine i Sjeverne Koreje. Važna je za iskorištavanje hidroenergije, kako za Koreju, tako i za kinesku Mandžuriju. U središnjem toku izgrađena je brana čime je stvoreno usko, ali dugačko umjetno jezero površine 345 km2. U gornjem toku rijeka je vrlo brza, a u donjem spora, sa snažnom sedimentacijom koja sve više otežava plovidbu. Ostale veće rijeke slijeva Žutog mora su: Ch’ongch’on, Taedong/Daedong, Chaeryong i Yesong.

## Povijest
Nakon drugog svjetskog rata Koreju, dotada japansku koloniju, okupirale su vojne snage ratnih pobjednika, SAD-a i SSSR-a, s granicom okupacijskih zona na 38. paraleli, koja je postavljena kad je postalo jasno da u uvjetima hladnog rata zajednička uprava neće biti moguća. Zanimljiv detalj koji se treba spomenuti je taj da su trebali biti održani izbori diljem cijele Koreje u suradnji s UN-om. Plan za nacionalne izbore propao je nakon što seJužna Koreja u svibnju 1948. proglasila državom. Kao direktan odgovor na odvajanje juga proglašena je Sjeverna Koreja 8. srpnja iste godine, s Kim Il-sungom u funkciji premijera. Mjesec dana kasnije službeno se očitovao i Sovjetski Savez u proglasu koji navodi kako priznaje Kim Il-sunga kao jedinog legitimnog predstavnika korejskog naroda.
Ubrzo nakon početka rata između dviju Koreja (25. srpnja 1950.), sjevernokorejska vojska je 28. srpnja 1950. zauzela Seul, glavni grad Južne Koreje. Ubrzo su sjevernokorejske postrojbe zauzele cijelu Južnu Koreju, osim područja Pusana. No, 15. listopada 1950. postrojbe UN-a (tzv. KUN) prešle su u protunapad, zauzevši Pjonjang 20. listopada iste godine Pjongjang i izbijajući 26. listopada na kinesku granicu. Uslijedio je snažan kineski protunapad pa su postrojbe KUN-a u ožujku 1951. potisnute na 38. paralelu. Napokon je 27. srpnja 1953. u P’anmunjomu potpisano primirje (koje je na snazi i danas) između 16 zemalja čije su postrojbe bile u sastavu KUN-a s jedne, i Sjeverne Koreje i Kine s druge strane. 
Zatim je Kim Il-sung, poznat i kao “veliki vođa”, uveo komunističku diktaturu po načelu kulta ličnosti s jednom dopuštenom strankom, Komunističkom partijom. Za svojega nasljednika unaprijed je proglasio svojeg sina Kima Jong-ila, poznatog pod nadimkom “dragi vođa”. Nakon očeve smrti 1994. njegov je položaj oslabio, pa je zbog toga došlo i do pokušaja zbližavanja Sjeverne s gospodarski znatno naprednijom Južnom Korejom radi kojeg je održan susret dvojice predsjednika 2000. godine. Unatoč tome što su dvije države još 13. prosinca 1991. potpisale Sporazum o pomirenju, nenapadanju i suradnji, odnosi između dviju država su napeti dan-danas. Tome je glavni razlog sjevernokorejski program razvitka nuklearne energije u vojne svrhe. Na zahtjev SAD-a u Ženevi je 21. listopada 1994. potpisan sporazum o zaustavljanju sjevernokorejskoga programa razvitka nuklearnog naoružanja, ali ga je Sjeverna Koreja odbacila 2002. i nastavila istraživanja na tom području, zbog čega se i danas nalazi pod pritiskom međunarodne zajednice. 
Ugovorom sa SAD-om 1994. Sjeverna Koreja je odustala od razvoja nuklearnoga oružja u zamjenu za zapadnu ekonomsku pomoć. Provedbu tog ugovora otežavaju međusobni nesporazumi kao i nastojanja SAD-a da spriječe izvoz sjevernokorejske raketne tehnologije (u Iran, Pakistan i dr.). Posljedica tih nesporazuma je izolacija koja je uzokovala masovnu glad koja je trajala 1995. – 99. (procjenjuje se da je umrlo više od milijun ljudi, no sjevernokorejski izvori navode oko 200 000 umrlih). 2000. zbio se prvi susret lidera Sjeverne i Južne Koreje (Kim Jong-ila i Kim Dae-junga), koji su pregovarali o ujedinjenju. Tijekom 2000-ih nastavljeni su američki pritisci zbog odbijanja Sjeverne Koreje da svoju nuklearnu tehnologiju stavi pod međunarodni nadzor.
Nakon smrti Kima Jonga-ila, 17. prosinca 2011. predsjedničku dužnost je preuzeo njegov mlađi sin Kim Jong-un. Od kraja siječnja 2013. pogoršalo se stanje na Korejskom poluotoku. Prvo je Sjeverna Koreja otvoreno prijetila SAD-u, da bi se u ožujku povukla iz primirja potpisanog 1953. i prekinula sve komunikacije s Južnom Korejom. Krajem ožujka vlasti su poručile kako su rakete spremne za gađanje ciljeva u Americi, a početkom travnja kako o početku rata odlučuju dani.

## Stanovništvo
Sjeverna Koreja jedna je od etnički najhomogenijih zemalja svijeta. Gotovo cjelokupno stanovništvo čine Korejci, neznatnu manjinu, niti 1% stanovika, Kinezi i zanemariv broj Japanaca. Službeni jezik je korejski, koji se piše posebnim korejskim pismom, u Sjevernoj Koreji zvano “choson mutcha”, i sastoji se od 25 znakova. 
Gustoća naseljenosti dosta je visoka (više od 180 st./km2), ali znatno niža od Japana, Južne Koreje i istočnog dijela Kine. Naseljenost je neravnomjerna: središnje planinsko područje je najslabije naseljeno, uglavnom uz riječne doline, dok istočno priobalje naseljava oko četvrtina stanovništva, a zapadno približno polovica. Gusta naseljenost priobalja je djelomična posljedica planskog razvoja industrije u tim područjima. 
Nakon Korejskoga rata (1950. – 1953), u kojem su stradali mnogi gradovi, počela je njihova obnova, širenje, pa se povećao udio gradskog stanovništva koje danas čini više od 60% ukupnog stanovništva. Najveći je glavni grad Pjongjang (P’yongyang) s 2.811.500 stanovnika (aglomeracija 3.255.388). Ostali veći gradovi su Hamhung/Hamheung (840.200), Ch’ongjin/Cheongjin (689.600), Namp’o/Nampo (670.300), Sinuiju/Sinuiju (386.000), Wonsan/Wonsan (355.300) i dr. 
S obzirom na zatvorenost Koreje i često dvojbene službene izvještaje, demografski podaci većinom su rezultat procjena. Brzi porast stanovništva nakon 1950-ih poslije je usporen i danas je umjeren, oko 12‰ godišnje (prosjek 1980. – 2002.). Većinom je rezultat prirodne promjene, umjerene stope rodnosti (oko 18‰) i niske smrtnosti (oko 6‰). Očekivano trajanje života je 62 godina. U dobnoj strukturi stanovništva mlađi od 15 godina sačinjavaju 26% populacije, a stariji od 65 godina samo 6%. 
Iako su religijske slobode zajamčene ustavom, vlada ih u stvarnosti obeshrabruje. Oko dvije trećine stanovništva izjašnjava se kao nereligiozno. Tradicionalni šamanizam okuplja oko 12% stanovništva, budizam 2%, kršćanstvo 2%, a više od 10% pripadnici su autohtone monoteističke vjere ch’ondo-gyo, određene kombinacije budizma, konfucijanizma i kršćanstva. Prema službenim podacima nepismenih je samo 1%. Obvezno školovanje traje 10 godina. Najveće sveučilište je Kim Il-sung u glavnom gradu, osnovano 1946.
Danas je sjeverna Koreja suočena s problemom ilegalnih iseljenika, čiji broj u zadnje vrijeme dosegao nekoliko stotina tisuća. Ilegalni emigranti najprije dolaze u Kinu (zbog oštre kontrole granica između dvije Koreje), pa tek onda nastoje doći u Južnu Koreju, koja je po životnom standardu nešto sasvim suprotno od sjeverne. Sjevernu Koreju je neko vrijeme mučio problem masovne gladi, tijekom koje se kontrola na granici dviju Koreja smanjila, gotovo nestala, pa su tu priliku ljudi iskoristili, kako bi bez većih poteškoća mogli ući u Južnu Koreju.

## Gospodarstvo
Podaci o gospodarstvu često su nepouzdani ili zastarjeli i rezultat procjena. Ipak, može se ustvrditi da je Sjeverna Koreja gospodarski slabo razvijena zemlja. Gospodarstvo je centralno planirano, ali neefikasno i suočeno s mnogobrojnim problemima (zastarjela tehnologija, niska produktivnost, nedostatak rezervnih dijelova, slabe investicijske mogućnosti…). Od nastanka države promovirana je doktrina samodovoljnosti (juche), što je rezultiralo svojevrsnom izolacijom, a trgovinske veze održavane su samo s Kinom, SSSR-om i komunističkim zemljama Istočne Europe. 
Slomom komunizma u Europi, mnoge od tih veza su prekinute, a Koreja se našla u još većoj izolaciji. Manjak mnogih važnih proizvoda uzrokovao je nastanak crnog tržišta s cijenama znatno višima od službenih, što posebno ugrožava neke društvene skupine poput umirovljenika i nezaposlenih. Veliki troškovi za vojne potrebe i masivan državni aparat sve jače opterećuju slabo gospodarstvo. Ipak, tijekom 1990-ih, početkom normalizacije odnosa dviju Koreja, počinje njihova međusobna trgovina. Procjenjuje se da je BNP po stanovniku između 400 i 1000 USD. Prema podacima s početka 1990-ih, primarni sektor u BNP-u sudjeluje s oko 40%, a sekundarni i tercijarni s po 30%. 
Poljoprivreda je kolektivizirana i također nisko produktivna (manjak obradivih površina, goriva, gnojiva, strojeva) pa je zemlja godinama ugrožena manjkom hrane koji je u pojedinim godinama kritičan, a veća stradanja ublažava međunarodna pomoć. Glavne poljoprivredne kulture su riža i ostale žitarice (kukuruz, pšenica, ječam, proso), krumpir, različito povrće, voće, soja. U stočarskoj proizvodnji najvažniji je uzgoj svinja, zatim peradarstvo. Od industrijskih biljaka najviše se uzgajaju duhan, pamuk, lan i uljana repica. Za prehranu stanovništva važno je ribarstvo. Šume su važno prirodno bogatstvo, no prisutna je intenzivna, često neracionalna sječa je na primorskim padinama. Veliki dio drva koristi se kao izvor energije.  
Rudarstvo je važan sektor gospodarstva jer zemlja raspolaže raznim rudama. Najvažnije su željezna ruda, koja je u nekim nalazištima i visokovrijedna te ugljen. Koreja je među deset najvećih svjetskih proizvođača kamenog ugljena, a ima i velikih nalazišta smeđega. Nalazišta magnezita smatraju se najvećima na svijetu. Također su važna nalazišta olova, cinka, tungstena, grafita, barita, molibdena, olova, zlata i dr. Hidroenergija daje oko 70% proizvodnje električne struje i jedan je od oslonaca razvoja nacionalizirane industrije usmjerene na bazne grane: crnu metalurgiju, strojarsku i kemijsku, potom građevinsku i obojenu metalurgiju te intenzivnu tekstilnu industriju. Većina industrijskih pogona izgrađena je u nekadašnjim priobalnim malim naseljima koja su izrasla u gradove. 
Vanjska trgovina je skromna i spororastuća, ali se postupno povećava broj partnera. Glavni uvozni proizvodi su žitarice i druge prehrambene namirnice, stoka, strojevi i oprema, nafta, prijevozna sredstva, a izvozni željezo i čelik te obojeni metali ili njihove rude i poluprerađevine, cement, oružje, tekstilni proizvodi. Glavni partneri su: Kina, Južna Koreja, Japan, Tajland, Indija, Njemačka. 
| Pusta autocesta ujedinjenja |  | Pusta autocesta ujedinjenja |
| Pusta autocesta ujedinjenja |  | Svakodnevni seoski prijevoz |

U prometnom sustavu najvažnija je željeznica. Glavne željezničke veze vode duž obaju priobalja s odvojcima u doline rijeka ili prema rudarskim područjima sa samo jednom vezom između dviju obala. Cestovni promet slabije je razvijen, ceste uglavnom prate trase pruga, a veliki dio je neasfaltiran. Stupanj automobilizacije je nizak. Riječni promet tradicionalno je važan u prijevozu poljoprivrednih proizvoda, ruda i putnika. Glavne morske luke su: Namp’o (luka Pjongjang/P’yongyanga) i Haeju na zapadnoj obali, a Wonsan, Hamhung/Hamheung, Ch’ongjin/Cheongjin i Najin na istočnoj.

## Školstvo
Stanovnici Sjeverne Koreje mogu proći kroz 11 godina školstva koje se dijeli na osnovno, srednje i visoko obrazovanje. U državi se nalazi oko 27 000 škola za medicinske sestre, 14 000 vrtića, 4800 četverogodišnjih osnovnih škola te 4700 šestogodišnjih srednjih škola. 77% muškaraca i 79% žena u dobi od 30 do 34 godine završili su srednju školu. U državi se nalazi oko 300 sveučilišta i fakulteta koji nude visoko obrazovanje. 
Većina populacije koja završi srednju školu ne upiše fakultet zbog obveza prema državi, odnosno vojne službe koja je obvezna. Nedostatci visokoobrazovnog kurikuluma očituju se u tome što je preko 50% programa društvenog usmjerenja (visoka zastupljenost ideološko temeljenog obrazovanja) dok je nešto manje od 20% znanstvenog.  

## Upravna podjela
Sjeverna Koreja teritorijalno je podijeljena na 9 pokrajina, 3 specijalne regije i 2 grada pod državnom upravom (Chikhalsi; 직할시; 直轄市).

### Pokrajine
- Chagang
- Sjeverni Hamgyŏng
- Južni Hamgyŏng
- Sjeverni Hwanghae
- Južni Hwanghae
- Kangwŏn
- Sjeverni P'yŏngan
- Južni P'yŏngan
- Ryanggang

### Specijalne regije
- Kaesŏng - zajednički razvojni projekt s Južnom Korejom
- Kŭmgangsan - regija u koju je olakšan dolazak turistima kako bi vidjeli planinu Kŭmgangsan
- Sinŭiju - projekt preuzimanja kineskog načina ekonomskog razvoja i zakona. Nakon uhićenja guvernera ove pokrajine vjeruje se da je projekt odbačen.

### Gradovi pod državnom upravom
- P'yŏngyang
- Rasŏn (Rajin-Sŏnbong)

## Vanjske poveznice
- Josip Šarić, HRT: Sjeverna Koreja - gladna djeca komunizma

Sestrinski projekti
|  | Zajednički poslužitelj ima stranicu o temi Sjeverna Koreja    |
|  | Zajednički poslužitelj ima još gradiva o temi Sjeverna Koreja |
|  | Wječnik ima rječničku natuknicu Sjeverna Koreja               |